# Iglesia de San Pedro y San Pablo (Puerto Moral)
La iglesia de San Pedro y San Pablo, también llamada iglesia de Nuestra Señora de la Cabeza, localizada en la calle Virgen de la Cabeza, 39 de Puerto Moral (Provincia de Huelva, Andalucía, España) se encuentra situada en el extremo oriental del núcleo urbano, entre las dos vías principales que configuran el mismo, situado sobre una plataforma que remarca aún más su carácter emblemático, abriéndose la portada principal a la plaza de la Libertad, el espacio público más cualificado de la localidad. Es Bien de Interés Cultural, con categoría de Monumento.
Responde a la tipología de templo de carácter mudéjar de finales del XV y principios del XVI.

## Descripción
El templo es de planta rectangular, de una sola nave de gran anchura, constituida por tres tramos delimitados por pilares rectangulares adosados a los muros sobre los que cabalgan dos arcos transversales de medio punto, denominados arcos diafragmas, y con la cubierta de armadura de rollizos y tablazón. El Presbiterio, de planta cuadrada y testero plano, más estrecho que la nave, se cubre con bóveda gótica de crucería en cuyos plementos se representan, mediante pinturas murales, las Virtudes Teologales y el Padre Eterno, fechables en el XVII. Es la parte más antigua del templo y presenta una estructura propia del gótico final. 

### Retablos Mayor y de San José
- En la cabecera está situado el Retablo Mayor, realizado expresamente para este emplazamiento. Es obra anónima de 1708, de estilo barroco, fabricado en madera dorada y policromada. Se estructura por un sotobanco de azulejos polícromos, un banco, un cuerpo de tres calles y ático. El cuerpo central se adelanta a la manera de tabernáculo, formando tres pequeños arcos de medio punto sobre columnillas salomónicas. En las calles laterales, separadas por grandes columnas salomónicas, se ubican las imágenes de San Pedro, a la derecha, y San Pablo, a la izquierda, colocadas sobre repisas, de madera tallada, enfoscada y policromada, del siglo XVIII. En el ático, en una hornacina flanqueada por columnas salomónicas, se encuentra la imagen del Salvador, pro cedente de la Ermita del Salvador, hoy en ruinas y abandonada.

- En el muro derecho de la nave, en el tramo que precede al presbiterio, se ubica el retablo de San José, un retablo hornacina, de madera tallada, dorada y policromada, realizado según el estilo barroco de finales del XVIII. En la hornacina central está colocada la imagen de San José, tallada y policromada, de la misma época, y en la hornacina del ático, un pequeño Crucificado, de marfil, de estilo hispanofilipino.

### Capillas laterales
Adosadas al muro derecho de la nave o de la Epístola, se encuentran las capillas del Nacimiento y la del Bautismo, y adosada al muro izquierdo o del Evangelio, la capilla de Nuestra Señora del Buen Fin.

#### Capilla del Nacimiento o de la Virgen de la Cabeza
La capilla del Nacimiento, a la que se accede a través de un pequeño arco de medio punto abierto en el muro que se prolonga como cubierta de la capilla, es de planta cuadrangular y contiene restos de pinturas murales. Está presidida por el retablo de Nuestra Señora de la Cabeza o del Nacimiento, de madera tallada, dorada y policromada, compuesto por un cuerpo con tres calles separadas por columnas salomónicas, según el estilo barroco de principios del siglo XVIII. La hornacina central alberga la imagen de Nuestra Señora de la Cabeza, y bajo la hornacina, en el sotobanco, el conjunto escultórico del Nacimiento o la Adoración de los Pastores, situado en este lugar desde 1700, obra de gran valor histórico artístico, estilísticamente relacionada con el Retablo Mayor de la Catedral de Sevilla. Fue realizada en el siglo XVI, por un escultor próximo al círculo del flamenco Jorge Fernández Alemán. Es de madera tallada y policromada, mide 0,86 m de alto por 1,00 m de ancho y describe la Adoración de los Pastores al Niño Jesús recién nacido. La escena se desarrolla mediante el portal, representado por un edificio en ruinas de estilo clásico, con la mula, el buey y la cabeza de un pastor y el Niño Jesús, desnudo sobre el pesebre, con la Virgen María arrodillada a la derecha con las manos juntas y a la izquierda, San José, reclinado contemplándolo con gesto de admiración. En las calles laterales se encuentran pinturas sobre lienzos de época del retablo, San Blas a la izquierda y San Juan Evangelista a la derecha.

#### Capilla Bautismal o de la Virgen del Rosario
La capilla Bautismal es de planta cuadrada. A ella se accede a través de un arco de medio punto abierto en el muro derecho de la nave, sostenido por pilastras decoradas con casetones rehundidos. Se cierra con reja del XIX. La cubierta, de bóveda vaída con nervios diagonales y combados, está decorada por pinturas al fresco. El casetón central acoge a la palos del Espíritu Santo, rodeado por otros con jarrones de flores, jaulas con pájaros o un cáliz, además de otros motivos difíciles de identificar. Su realización data de los siglos XVII o XVIII.
Está presidida por el retablo de Nuestra Señora del Rosario, de estilo barroco de principios del XVIII, de madera tallada y dorada, compuesto por un gran cuerpo central de tres calles separadas por columnas salomónicas y ático, realizado por el ensamblador y escultor trianero Miguel Franco, en 1701. Alberga en la hornacina central la imagen de vestir de Nuestra Señora del Rosario, obra de finales del XVII, y en las calles laterales, las imágenes de San Francisco de Asís y Santo Domingo de Guzmán, del mismo autor del retablo. En el ático hay un pequeño Crucificado del XVI. La pila bautismal es de mármol local del siglo XVI.

#### Capilla de la Virgen del Buen Fin
La capilla del Buen Fin, de planta cuadrada, se cubre con una bóveda de cañón continuación del arco de acceso. Está presidida por un retablo barroco del XVIII, de madera tallada, dorada y pintada, estructurado por un gran cuerpo de tres calles separadas por estípites, en cuya zona central se encuentra la imagen de candelero de la Virgen del Buen Fin, de finales del XVIII, de 0,80 m de alto. En los laterales se encuentran las pinturas sobre tabla de San Francisco Javier y San Luis Gonzaga, y en el ático, la pintura de San Juan Nepomuceno, de la misma época del retablo. La capilla se recubre con pinturas murales del siglo XVII de motivos florales.

### Portadas
Al exterior el templo presenta dos portadas; la principal está situada a los pies de la nave y la lateral en el segundo tramo del muro de la Epístola. En la fachada de los pies, configurada como un gran muro liso de mampostería con verdugadas de ladrillo, se encuentra la portada principal, ejecutada en ladrillo y resuelta mediante un lenguaje clásico renacentista. Se compone de un arco de medio punto, con la línea de imposta acentuada por una moldura, flanqueado por dos medias columnas sobre pedestales y rematado por un frontón curvo con óculo en el centro. En el vértice superior, sobre el hastial del tejado, se encuentra la espadaña, de dos cuerpos y gran envergadura, acentuando de este modo la verticalidad y monumentalidad de la fachada.
En la fachada lateral del muro de la Epístola, de gran sencillez, se alternan igualmente las verdugadas de mampostería y ladrillo. 
En el segundo tramo de la nave se abre la portada, también de ladrillo, de esquema similar a la anterior, con arco de medio punto flanqueado por pilastras adosadas, rematándose por un frontón recto.